# Gabriel de Mun
Benoît-Joseph-Bertrand-Marie-Gabriel, marquis de Mun (12 août 1883, Lumigny - 18 décembre 1952, Paris 16e) est un historien français. 

## Biographie
Petit-fils du prince Marc de Beauvau-Craon et neveu d'Albert de Mun, il obtient sa licence ès lettres et sort diplômé archiviste-paléographe de l'École des chartes.
Pendant la Première Guerre mondiale, il sert comme officier de liaison auprès de l'armée britannique, chef de bureau de l'État-major français et attaché au grand quartier général britannique.
Membre dès l'origine de la Commission de Réparations, il en est le secrétaire interallié. Il est également le secrétaire de la Commission Wallenberg.
Il préside la Croix-Rouge française de 1942 à 1944.

## Ouvrages
- Deux ambassadeurs à Constantinople 1604-1610 (Plon-Nourrit, 1902)
- Richelieu et la maison de Savoie : l'ambassade de Particelli d'Hémery en Piémont (Plon-Nourrit, 1907), prix Thérouanne de l'Académie française en 1909
- Les rédacteurs des économies royales. Notes sur les rédacteurs et pages inédites (1570-1574) (1909)
- Un Conclave de six mois au milieu du XVIIIe siècle et son résultat imprévu : l'élection de Benoît XIV (février-août 1740) (2003)